# Рафалувка
Рафалу́вка (пол. Rafałówka) — деревня в Белостокском повете Подляского воеводства Польши. Входит в состав гмины Заблудув. По данным переписи 2011 года, в деревне проживало 483 человека.

## География
Деревня расположена на северо-востоке Польши, на расстоянии приблизительно 10 километров (по прямой) к юго-востоку от города Белостока, административного центра повета. Абсолютная высота — 168 метров над уровнем моря. К западу от деревни проходит скоростная автомагистраль S19.

## История
В конце XVIII века Рафалувка входила в состав Гродненского повета Трокского воеводства Великого княжества Литовского. В период с 1975 по 1998 годы деревня являлась частью Белостокского воеводства.